# Actinotus forsythii
Actinotus forsythii är en flockblommig växtart som beskrevs av Joseph Henry Maiden och Ernst Betche. Actinotus forsythii ingår i släktet Actinotus och familjen flockblommiga växter. Inga underarter finns listade i Catalogue of Life.